# Peradayan Forest Recreation Park
Peradayan Forest Reserve ist ein Naturschutzgebiet im Distrikt Temburong in Brunei.

## Geographie
Das Schutzgebiet hat eine Fläche von 1.070 ha und schließt die Zwillings-Hügel Bukit Perdayan (410 m) und Bukit Patoi (310 m) ein. Der steinige Gipfel von Bukit Patoi wird auch als Hubschrauberlandeplatz genutzt. Zum Park gelangt man ansonsten über die Verbindungsstraße von Labu nach Bangar, an der er etwa 15 km entfernt von Bangar liegt. Ein 1,6 km langer Wanderweg führt zum Park. Zum Schutzgebiet gehört auch der Bukit Peradayan Recreational Forest (Bukit Patoi Forest Recreation Park).

## Natur
Im Dichten tropischen Torfmoorwald kann man vor allem die Kijangs beobachten, die einheimischen Hirsche von  Borneo.